# Ака-Махале-Багамбар
Ака-Махале-Багамбар (перс. اقامحله بهمبر) — село в Ірані, у дегестані Зіябар, у Центральному бахші, шагрестані Совмее-Сара остану Ґілян. За даними перепису 2006 року, його населення становило 191 особу, що проживали у складі 50 сімей.